# Nguyễn Lân Cường
Nguyễn Lân Cường là nhà khảo cổ học, nhà giáo, nhà nhân chủng học, nhạc trưởng, nhạc sĩ người Việt Nam.
Nguyễn Lân Cường sinh ngày 23 tháng 12 năm 1941, Ông là con thứ tư của cố NGND, Giáo sư Nguyễn Lân; các anh chị em của ông đều là những chuyên gia của nhiều lĩnh vực khác nhau, tiêu biểu như Nguyễn Lân Dũng, Nguyễn Lân Hùng, Nguyễn Lân Tuất.
Ông qua đời ngày 06 tháng 05 năm 2025 tại Hà Nội sau nhiều năm mắc bệnh Ung thư, hưởng thọ 84 tuổi.

## Sự nghiệp

### Âm nhạc
Năm 10 tuổi, ông được đưa sang Trung Quốc học tại Khu học xá Việt Nam ở Nam Ninh, Quảng Tây; tại đây ông được học âm nhạc với các thầy Túc Nhân Kim (Trung Quốc), Phạm Tuyên, Nguyễn Hữu Hiếu (Việt Nam). Khi hòa bình lập lại tại miền Bắc, ông học tại trường Phổ thông 3A Lý Thường Kiệt (nay là Trường THPT Việt Đức) và bắt đầu sáng tác nhạc. Năm 1960, ông chỉ huy dàn hợp xướng của trường với tác phẩm đầu tay của mình. Tốt nghiệp phổ thông, ông thi vào khoa Sinh vật của Trường đại học Tổng hợp Hà Nội, khi đang học năm thứ nhất ông vẫn lén gia đình, tham gia thi và trúng tuyển vào đội kịch thuộc đoàn nghệ thuật của Bộ Văn hóa cử sang Liên Xô học tập. Vượt qua 3 vòng thi cũng vài trăm thí sinh, ông là một trong 15 thí sinh trúng tuyển, sau đó ông học thêm một năm tiếng Nga tại Trường Bổ túc ngoại ngữ. Nhưng cuối cùng, chuyến du học của đội kịch bị hủy bỏ, ông tiếp tục theo học khoa học, trong số các thí sinh trúng tuyển chỉ có NSND Trọng Khôi còn tiếp tục theo đuổi nghệ thuật. Bằng những kiến thức cơ bản được học về âm nhạc, ông nghĩ ra cách ghi nhật ký nghiên cứu khảo cổ bằng những nốt nhạc.
Từ năm 1975-1979 là chỉ huy Dàn nhạc và hợp xướng các cơ quan Trung Ương. Hiện đang chỉ huy Đoàn hợp xướng Hanoi Harmony.
Ông có hơn 70 tác phẩm âm nhạc, gồm hợp xướng và các ca khúc chủ yếu viết cho thiếu nhi, Nguyễn Lân Cường từng giành 18 giải thưởng âm nhạc của Hội Âm nhạc Việt Nam, Hội Âm nhạc Hà Nội, (UNICEF), Ủy ban An toàn giao thông quốc gia, Sở Tư pháp Hà Nội, Bộ Tư lệnh Hải quân.
Trong lĩnh vực Âm nhạc, ông giữ chức Phó Chủ tịch Thường trực Hội Âm nhạc Hà Nội, Trưởng ban Kiểm tra Hội Liên hiệp Văn học nghệ thuật Hà Nội.

### Khoa học
Theo định hướng của bố mẹ, trong gia đình đã có anh trai Nguyễn Lân Tuất làm nghệ thuật, nên ông đi theo ngành Khoa học. Ông học khoa Sinh vật - ngành Động vật có xương sống tại Trường đại học Tổng hợp Hà Nội.
Năm 1964, ông tốt nghiệp với khóa luận “Phương pháp nuôi cá mè ở ruộng nước“ nhưng rồi lựa chọn sang làm việc cho ngành khảo cổ học. Nguyễn Lân Cường là Thực tập sinh tại Viện Hàn lâm CHDC Đức (1978-1980) và Viện Hàn lâm Liên Xô (1988-1990)
Ông đạt học vị Phó Tiến sĩ năm 1994 và Phó Giáo sư năm 2002, Ông là Nghiên cứu viên cao cấp của Viện Khảo cổ học Việt Nam từ năm 2003 và nghỉ hưu năm 2007.
Năm 2022 ông được xác nhận Kỷ lục Việt Nam: "Người nghiên cứu nhiều nhất các di cốt người Việt cổ Việt Nam: 1.093 cá thể".
Trong lĩnh vực khoa học ông giữ chức Tổng Thư ký Hội Khảo cổ học Việt Nam, Phó Chủ tịch Hội Cổ sinh địa tầng Việt Nam, Phó Chủ tịch Hiệp hội Tác giả phi hư cấu (VANFA).

## Công trình khoa học[7]

### Dự án, đề tài
- Phương pháp nuôi cá mè ở ruộng nước (Khóa luận tốt nghiệp đại học)
- Các phương thức, tập tục mai táng cổ ở Việt Nam và Bí mật phía sau nhục thân của các vị thiền sư (Báo cáo khoa học 2014)[8]
- Tu bổ và bảo quản nhục thân của hai vị thiền sư Vũ Khắc Minh và Vũ Khắc Trường ở Chùa Đậu (Thường Tín – Hà Nội)
- Thiết kế và phương án thi công Dự án Tu bổ và Bảo quản Nhục thân Thiền sư Như Trí tại chùa Tiêu Sơn (Bắc Ninh)Tu bổ và bảo quản nhục thân Như Trí

### Sách, giáo trình và bài báo
1. 1996. Đặc điểm nhân chủng cư dân văn hóa Đông Sơn ở Việt Nam - Nhà xuất bản (NXB) Khoa học xã hội (Sách)
2. 2003. Nghiên cứu về đặc điểm hình thái, chủng tộc và bệnh lý răng người cổ thuộc thời đại kim khí ở miền Bắc Việt Nam - Nxb Khoa học xã hội (Sách)
3. Unique burial practice by ancient cavemen of Hoa Binh civilization in Vietnam - Tập san: Anthropologischer Anzeiger. Vol. 65. No.2: (trang 129-135)
4. 2009. Bí mật phía sau nhục thân của các vị thiền sư - Nhà xuất bản Thế giới
5. 2009. Paleoanthropological Research on Human Remains from Con Moong cave (Thanh Hoa Province) - Vietnam Archaeology. Number 4/2009 (trang 32-39)
6. 2010. Nguồn gốc người Việt - Việt Nam đất nước con người (trang 15-20) - Nhà xuất bản Chính trị Quốc gia
7. 2011. Cổ nhân học và môi trường cổ ở Việt Nam - Giáo trình cho Nghiên cứu sinh Khoa Khảo cổ học, Học viện Khoa học Xã hội.
8. 2014. Những phát hiện về cổ nhân học của văn hóa Đông Sơn ở Việt Nam và vấn đề loại hình nhân chủng - Văn hóa Đông Sơn 90 năm phát hiện & nghiên cứu (1924 – 2014). Nhà xuất bản Văn hóa Dân tộc: trang 106-146
9. 2016. Nhân học hình thể - Nhà Xuất bản Giáo dục (sách)[9]
10. 2018. Đến với vùng văn hóa Kinh Môn - Nxb Khoa học Xã Hội (Chủ biên cùng Tống Trung Tín)
11. 2014. Nghiên cứu di cốt người cổ ở Hòa Diêm qua cuộc khai quật năm 2011 - Thông báo Khoa học. Bảo tàng Lịch sử Quốc gia. Số 1 năm 2014: trang 42-59 (đồng tác giả: Lê Văn Chiến)
12. 2014. Nghiên cứu những di cốt người cổ di chỉ Khảo cổ học Hòa Diêm (Khánh Hòa) - Nxb. Văn hóa – Thông tin (đồng tác giả : Hirofumi Matsumura)
13. 2015. Hoabinhians. A Key Population with Which to Debate the Peopling of Southeast Asia - Emergence and Diversity of Modern Human Behavior in Paleolithic Asia (Page 117- 132) -  Texas A&M University Press. (Nguyen Lan Cuong, Hirofumi Matsumura, Marc F. Oxenham)
14. 2014. Discovery, research and conservation of Vietnamese monk corpses - Die Anatomische Sammlung der Dresdner Kunstakademie Geschichte Erhaltung Perspektiven - Internationale Tagung (page 26-28) November 2014, Desden (Germany)
15. 2012. Population history of northern Vietnamese inferred from nonmetric cranial trait variation - Anthropological Science. Vol. 120 (2) (page 157-165) (T. Hanihara, H. Matsumura, Y. Kawakubo, N.L. Cuong, N.K. Thuy, Marc F. Oxenham, Y. Dodo)
16. 2012. Old Traditions of the Ancient Viet People. 2nd Southeast Asian Bioarchaeology Conference - Khon Kaen University in northeast Thailand (page 26-28) January 2012
17. 2011. Individual Descriptions of Human Skeletal Remains at Man Bac: 2005 and 2007 Series - Man Bac: The Excavation of a Neolithic Site in Northern Vietnam (page 187-231) - The Australian National University E PRESS 2011

## Tác phẩm âm nhạc

### Sách
- Vị tướng của lòng dân (2016) Tuyển tập ca khúc về Đại tướng Võ Nguyên Giáp[10]
- Nhật ký trên khóa sol (2022) Tuyển tập nhạc tự sáng tác[11]

### Sáng tác
- Tiếng hát bản Mường (1959)[12]
- Hợp xướng Tiếng ca trên bè gỗ (1960)
- Dòng Von Ga (1960)
- Việt Nam chiến thắng (1998 - cổ vũ bóng đá)
- Vị tướng của lòng dân (2013)
- Lá phiếu ngày bầu cử (2016)
- Chiều nay nếu anh không về (phỏng thơ Vũ Tuấn, 2020)
- Viva Cu Ba - Viva Việt Nam (1973) Năm 1976 được chọn mở đầu cho chương trình biểu diễn của Đoàn Văn công Việt Nam ở Đại hội Liên hoan thanh niên, sinh viên thế giới lần thứ 11 tại La Havana, Cuba.[12]
- Việt Nam Campuchia đoàn kết - Samaki [13]
- Liveshow : Nhật ký trên khóa sol (2022)

## Giải thưởng

### Khoa học
- Bí mật phía sau nhục thân của các vị thiền sư - Giải vàng sách hay năm 2010

### Âm nhạc
Các tác phẩm từng đoạt các giải thưởng : Hợp xướng Bài ca địa chất và các ca khúc Con búp bê của em, Về đi em, Chào Thăng Long - Hà Nội của em, Cảm xúc Hoàng thành, Em chịu thôi, Đèn đỏ thì dừng đèn xanh mới đi, Rồng rồng rắn rắn, Em là ngôi sao nhỏ...
- 1992, “Con búp bê của em” - giải Nhì cuộc vận động sáng tác ca khúc “Trẻ em hôm nay thể giới ngày mai” do UNICEF và Hội nhạc sĩ Việt Nam phát động[15]
- "Đèn đỏ thì dừng, đèn xanh thì đi” - giải Nhì cuộc thi sáng tác ca khúc về An toàn giao thông[15]
- "Về đi em" - giải thưởng của Hội Âm nhạc và Sở Tư pháp Hà Nội[4]

- 1959-1960: Huy chương Bạc Hội diễn sinh viên học sinh toàn Thành phố - tác phẩm : Tiếng hát bản Mường[12] - vai trò chỉ huy dàn nhạc
- Hợp xướng "Bài ca địa chất" - giải thưởng của Hội Nhạc sĩ Việt Nam[4]
- "Cảm xúc Hoàng thành" - giải thưởng của Hội Âm nhạc Hà Nội.

### Tôn vinh
Ông vinh dự được trao tặng :
- Huân chương Kháng chiến hạng Ba

- Huy chương Vì sự nghiệp Xây dựng tổ chức Công đoàn
- Kỷ niệm chương Vì sự nghiệp Truyền hình Việt Nam.